# Fedor Černych
Fedor Černych   (Moscou, 21 de maig de 1991) és un futbolista lituà de la dècada de 2010.
Fou internacional amb la selecció lituana. Pel que fa a clubs, defensà els colors de FC Dynamo Moscou.

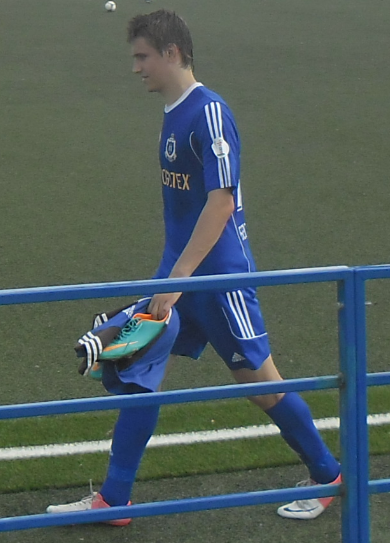
Fedor Černych a Dnepr Mogilev, 2013.